# Sorghum ecarinatum
Sorghum ecarinatum är en gräsart som beskrevs av Michael Lazarides. Sorghum ecarinatum ingår i släktet durror, och familjen gräs. Inga underarter finns listade i Catalogue of Life.